# Theotinus melanonephra
Theotinus melanonephra är en fjärilsart som beskrevs av George Francis Hampson. Theotinus melanonephra ingår i släktet Theotinus och familjen nattflyn. Inga underarter finns listade i Catalogue of Life.